# Май, Анджело
А́нджело Май (итал. Angelo Mai; 7 марта 1782, Скильпарио, Венецианская республика — 8 сентября 1854, Кастель-Гандольфо, Папская область) — итальянский кардинал и учёный-филолог. Префект Священной Конгрегации Индекса с 11 марта 1843 по 21 сентября 1848. Префект Священной Конгрегации Тридентского Собора с 1851 по июль 1853. Библиотекарь Святой Римской Церкви с 27 июня 1853 по 8 сентября 1854. Кардинал in pectore с 19 мая 1837 по 12 февраля 1838. Кардинал-священник с 12 февраля 1838, с титулом церкви Сант-Анастазия с 15 февраля 1838.
Известен как издатель ряда ранее не известных текстов, обнаруженных им во время службы сначала в Амброзианской, а затем в Ватиканской библиотеках. Часто тексты, с которыми он работал, были скрыты в палимпсестах, и для их обнаружения он использовал галловую кислоту, химически восстанавливая соскобленное. В частности таким образом был обнаружен обширный фрагмент трактата Цицерона «О государстве».

## Биография
Анджело Май родился в скромной семье в Скильпарио, относящемся в настоящее время к провинции Бергамо, Ломбардия. В 1799 году он вступил в общество Иисуса и в 1804 году стал преподавателем классических языков в Неаполе. После завершения образования в Римской коллегии он жил некоторое время в Орвието, где занимался преподаванием и палеонтологическими исследованиями. Хотя он затем вернулся в Рим, ухудшающиеся отношения апостольского престола с наполеоновской Францией и последовавшая за этим оккупация Рима генералом де Миолли в 1808 году вынудили Мая перебраться в Милан, где в 1813 году он стал хранителем Амброзианской библиотеки.
Там он посвятил всю свою энергию исследованию вверенных ему рукописей, и в течение последующих шести лет смог вернуть миру большое количество ранее считавшихся утраченными произведений. Покинув общество Иисуса, он принял приглашение занять аналогичный пост в Ватиканской библиотеке. В 1833 году он был назначен на должность секретаря Конгрегации пропаганды веры. 12 февраля 1838 года он стал кардиналом.
Анджело Май умер в Кастель-Гандольфо 8 сентября 1854 года.
Известен скульптурный портрет Анджело Мая, выполненный Джованни Бенцони.

## Труды
Им открыто и издано громадное количество памятников древнеклассической и древнехристианской литературы, до того совсем неизвестных, либо известных лишь по названиям:
- отрывки из десяти речей Цицерона,
- отрывки из сочинений Плавта,
- письма Марка Аврелия и его наставника Фронтона,
- две древние биографии Александра Македонского,
- сочинения Дионисия Галикарнасского, Филона, Полибия, Диодора, Диона Кассия, Апулея, Боэция,
- некоторые сочинения Кирилла Александрийского, Афанасия Александрийского, Евсевия Кесарийского, Григория Нисского,
- отрывки из сочинений признанных еретиками Аполлинария, Аэция, Евдоксия, Феодора Мопсуэтского и многих других[6].

Все найденные сочинения были им размещены в изданиях:
- «Scriptorum veterum nova collectio» (Рим, 1825—1838),
- «Classici auctores e vaticanis codicibus editi» (1828—1838),
- «Specilegium Romanum» (1839—1844),
- «Nova Patrum bibliotheca» (1844—1871)[6].